# Robert Bérard
Pour les articles homonymes, voir Bérard.
Pour l'écrivain, voir Robert Bérard.
Robert Bérard est un footballeur français né le 26 décembre 1939 à La Cadière-d'Azur (Var). Il mesure 1,75 m.
Il a été attaquant (ailier et inter) au Stade de Reims avec lequel il a joué deux matchs lors de la campagne européenne 1958-1959.

## Carrière de joueur
- 1956-1958 : AS Aix-en-Provence (23 matchs et 7 buts en division 2)
- 1958-1961 : Stade de Reims (29 matchs et 12 buts en division 1)
- 1961-1963 : AS Aix-en-Provence (22 matchs et 5 buts en division 2)
- 1963-1964 : Red Star (11 matchs et 4 buts en division 2)[1]

## Palmarès
- Champion de France 1960 (avec le Stade de Reims)
- International équipe de France militaire / Bataillon de Joinville
- International équipe de France B